# Genauigkeit
Genauigkeit ist ein Begriff, der in sämtlichen Wissenschaften eine zentrale Rolle spielt. Genauigkeit kann je nach Kontext beispielsweise Präzision, Richtigkeit, Sorgfalt, Gewissenhaftigkeit, Exaktheit oder Übereinstimmung bedeuten.
Das Ausmaß von Genauigkeit kann in bestimmten Anwendungsfällen als Genauigkeitsgrad bezeichnet und in Prozent angegeben werden. Andere, kontext-abhängige Quantifizierungen der Genauigkeit sind ebenso möglich, z. B. in Form einer Messunsicherheit.

## Wortbedeutung
- Konformität/Übereinstimmung mit einem erkennbaren Standard; kann z. B. die Zahl der Bits in einem Computer-Wort bedeuten, die in einem gegebenen System verfügbar sind. Auch numerische Genauigkeit der Speicherung von Werten (z. B. Koordinaten) als 16 bit, 32 bit usw. (siehe Bit-Genauigkeit)
- Der Grad an Übereinstimmung mit einem Standard oder einem akzeptierten Wert. Genauigkeit bezieht sich auf die Qualität eines Ergebnisses und ist damit nicht gleich der Präzision („Wiederholgenauigkeit“).
- Grad der Reproduzierbarkeit bzw. Exaktheit von Information (siehe Auflösung). Räumlich meist als Lagegenauigkeit verstanden, gibt an, wie groß die Abweichung der digital gespeicherten Lagekoordinaten eines Objektes von der Realität ist. Gemessen entweder als (statistische) mittlere Abweichung oder Maximalwert der Abweichung (Toleranz).
- Die Nähe der Ergebnisse von Beobachtungen, Berechnungen oder Schätzungen zu den wahren Werten oder zu Werten, die als richtig akzeptiert wurden.

Bei quantitativen Angaben zur Genauigkeit sind aus linguistischen Gründen besser die Begriffe Ungenauigkeit, Abweichung, Messabweichung, Messunsicherheit usw. zu verwenden.
Die Genauigkeit war früher (auch) als „Genauheit“ bekannt.

## Genauigkeitsbegriff verschiedener Fachgebiete
- In der Mathematik ist der Begriff der Genauigkeit von untergeordneter Bedeutung. In wichtigen Formelsammlungen, z. B. dem Taschenbuch der Mathematik ist er nicht enthalten.
  - In der angewandten Mathematik ist der Begriff der absoluten Genauigkeit bekannt.[3] Damit wird aber eine mögliche Abweichung gemeint infolge Rundung bei einer begrenzten Anzahl von Ziffern.
  - In der Geometrie ist Genauigkeit der Grad der Übereinstimmung zwischen der Zeichnung und den damit dargestellten Figuren.[3]
- In der Statistik wird mit der Genauigkeit die Datenqualität angegeben. Die Genauigkeit eines Schätzers wird meistens durch die mittlere quadratische Abweichung beschrieben. Dieser setzt sich aus dem Quadrat der systematischen Abweichung und der Varianz zusammen.
- In der Messtechnik[4] und Qualitätssicherung[5] ist Genauigkeit (eng. accuracy) ein Oberbegriff. Ein Messgerät ist genau, wenn es sowohl eine hohe Präzision (eng. precision) als auch eine hohe Richtigkeit (eng. trueness) besitzt. In EN 60051 wird die Genauigkeit eines Messgerätes definiert als „Grad der Übereinstimmung zwischen angezeigtem und richtigem Wert“.[6] Grundlage für die Verwendung dieser Begriffe Genauigkeit, Richtigkeit und Präzision in der Messtechnik ist das englisch- und französischsprachige, online einsehbare VIM[7] (vocabulaire international de métrologie) des JCGM, einem internationalen Zusammenschluss normgebender Organisationen. Daneben bestehen widersprüchliche Darstellungen, z. B. im englischsprachigen Parallelartikel.

In der deutsch-englischen Fassung legt VIM fest:
„‚Messgenauigkeit‘ ist keine Größe und wird nicht quantitativ ausgedrückt.“;
der Begriff eignet sich nur zu qualitativen Aussagen.
Die Genauigkeit als Kombination von Richtigkeit und Präzision wird in folgenden Bildern veranschaulicht:

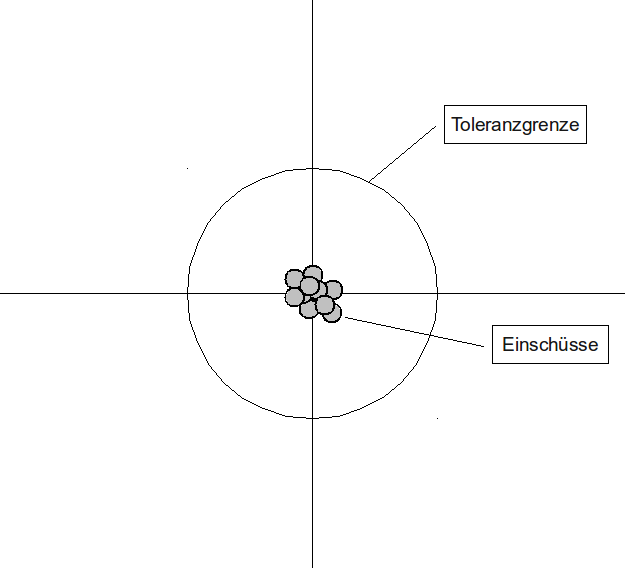
Richtigkeit gut, Präzision gut: Genauigkeit gut
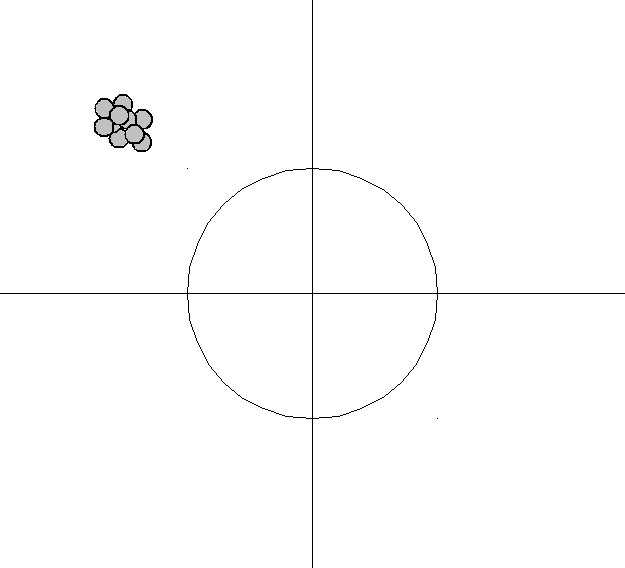
Richtigkeit schlecht, Präzision gut: Genauigkeit schlecht
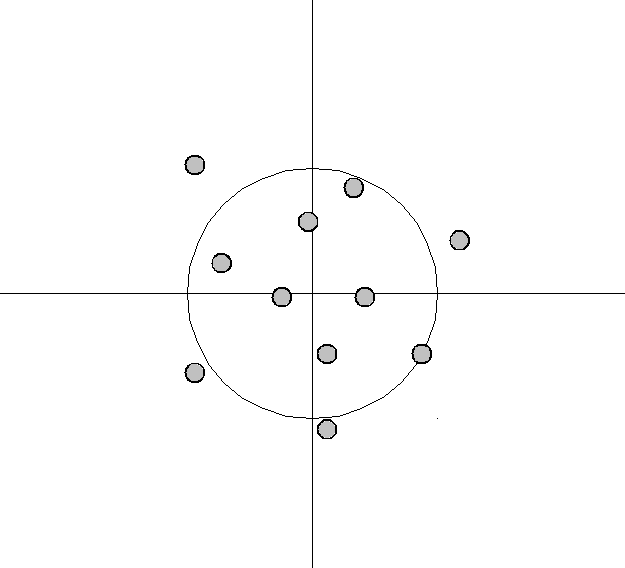
Richtigkeit gut, Präzision schlecht: Genauigkeit schlecht
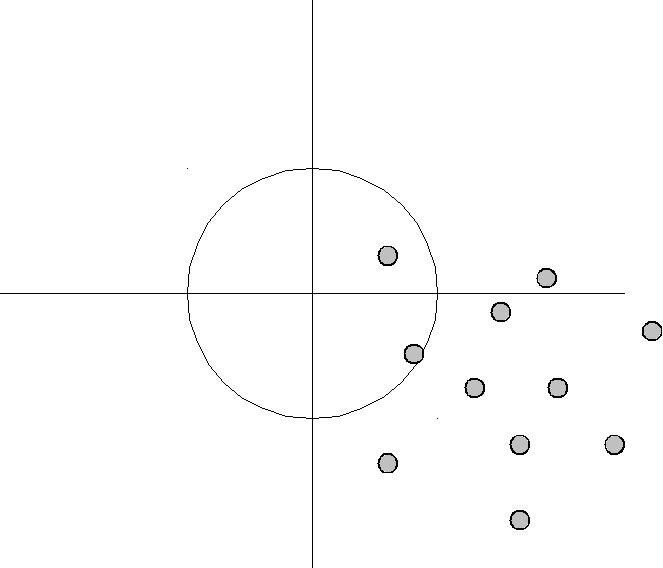
Richtigkeit schlecht, Präzision schlecht: Genauigkeit schlecht
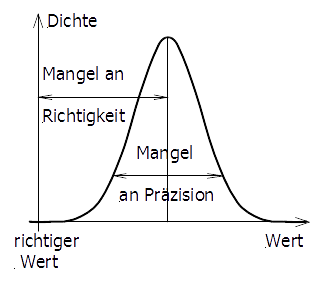
Verteilung der Datendichte; Unterscheidung der Abweichungen vom richtigen Wert

- In Technischen Zeichnungen wird die erforderliche Genauigkeit des zu fertigenden Produktes mit Hilfe von Toleranzen für die Maße (Maßtoleranzen) sowie Form- und Lagetoleranzen genau spezifiziert. Insbesondere für die Angabe der Genauigkeit von Passungen gilt ein spezielles Bemaßungssystem.
- In der Geodäsie spielt der Begriff der Genauigkeit ebenfalls eine große Rolle; siehe etwa Peilung und Kartiergenauigkeit.
- In der Theologie, speziell in der Orthodoxie, und überhaupt in jeder wissenschaftlichen oder literarischen Tätigkeit wird die äußerste Genauigkeit, nach der alle Gebote gewissenhaft befolgt werden, mit Akribie bezeichnet.